# Попаян (город)
Попая́н (также Попайан или Попайян) — город в Колумбии, центр департамента Каука.

## История города
Как пишет хронист Сьеса де Леон: «Город Попайан основал и заселил капитан Себастьян де Белалькасар во имя императора дона Карлоса, нашего господина, властию аделантадо дона Франсиско Писарро, губернатора всего Перу, для Его Величества, в году 1536 от Р. Х.».
Первым епископом Попаяна назначен Агустин де Корунья в 1562.
31 марта 1983 недалеко от города произошло землетрясение магнитудой 5,5. Погибло до 300 человек, около 7500 были ранены, пострадало около 14000 строений, около 30000 человек остались без крова. Ущерб превысил 500 млн долл. США.

## Галерея

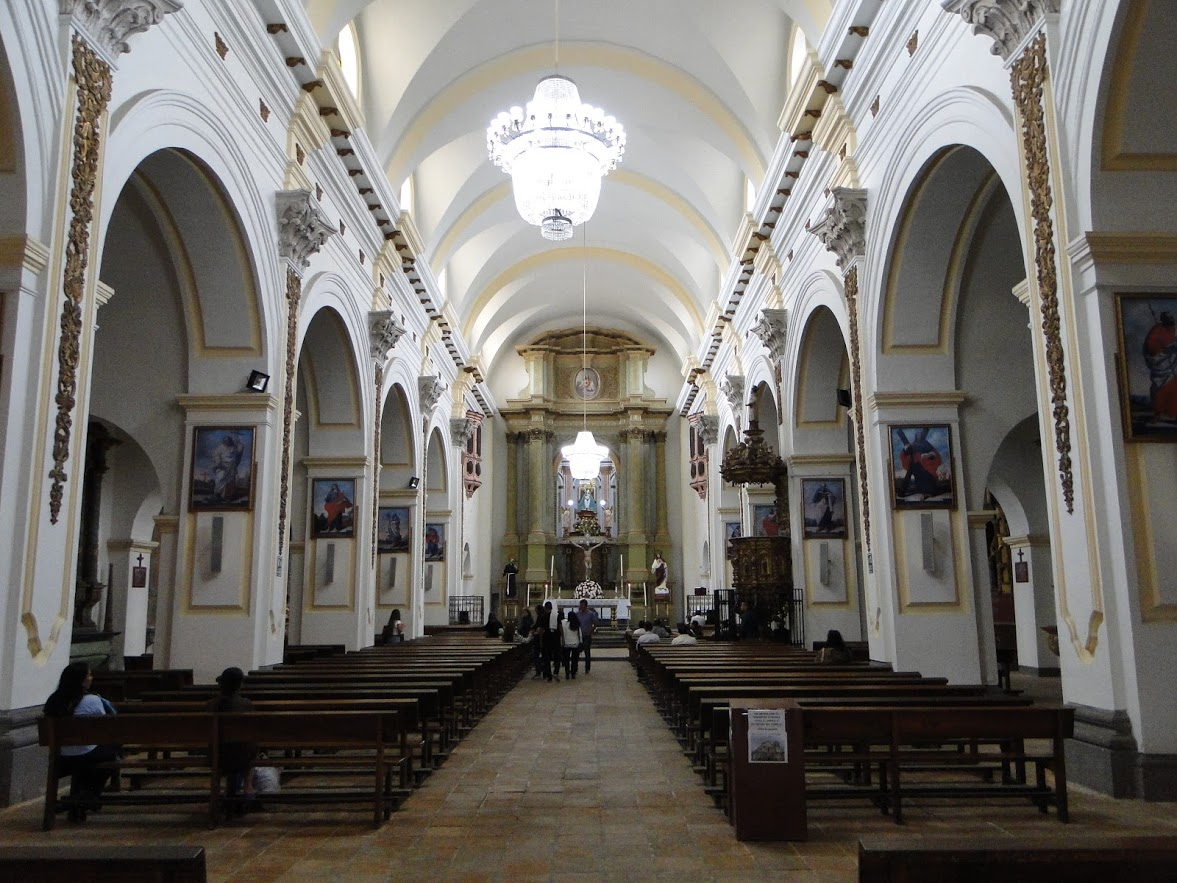
Церковь Св. Франциска (Внутренний вид)
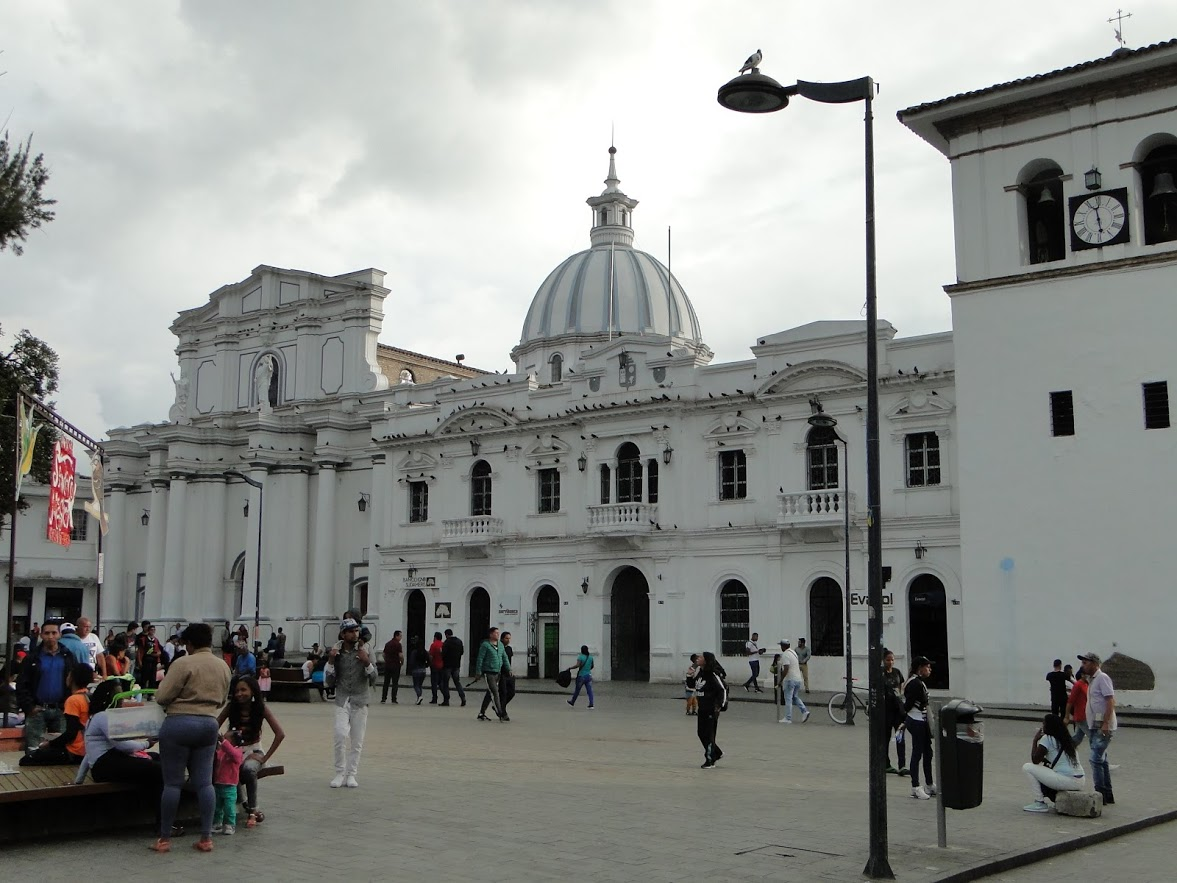
Кафедральный собор
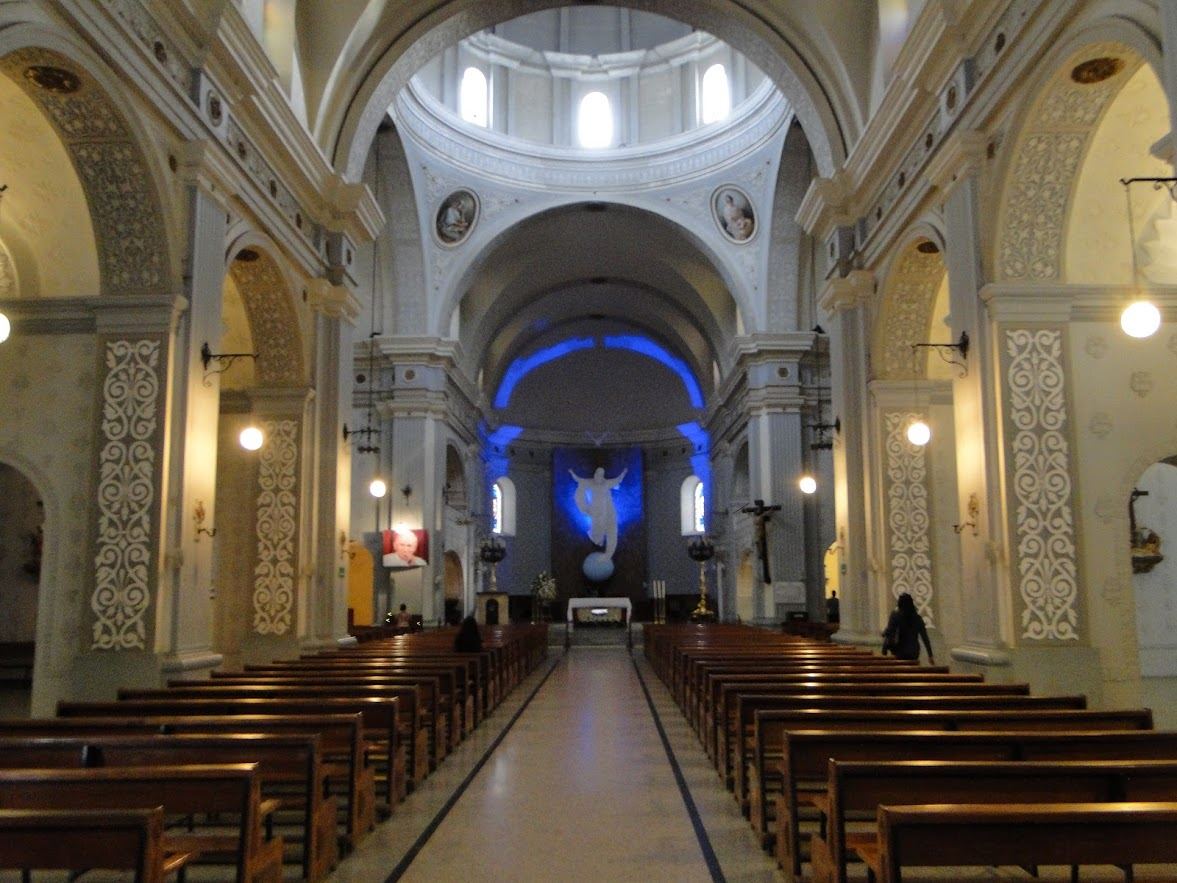
Кафедральный собор (Внутренний вид)
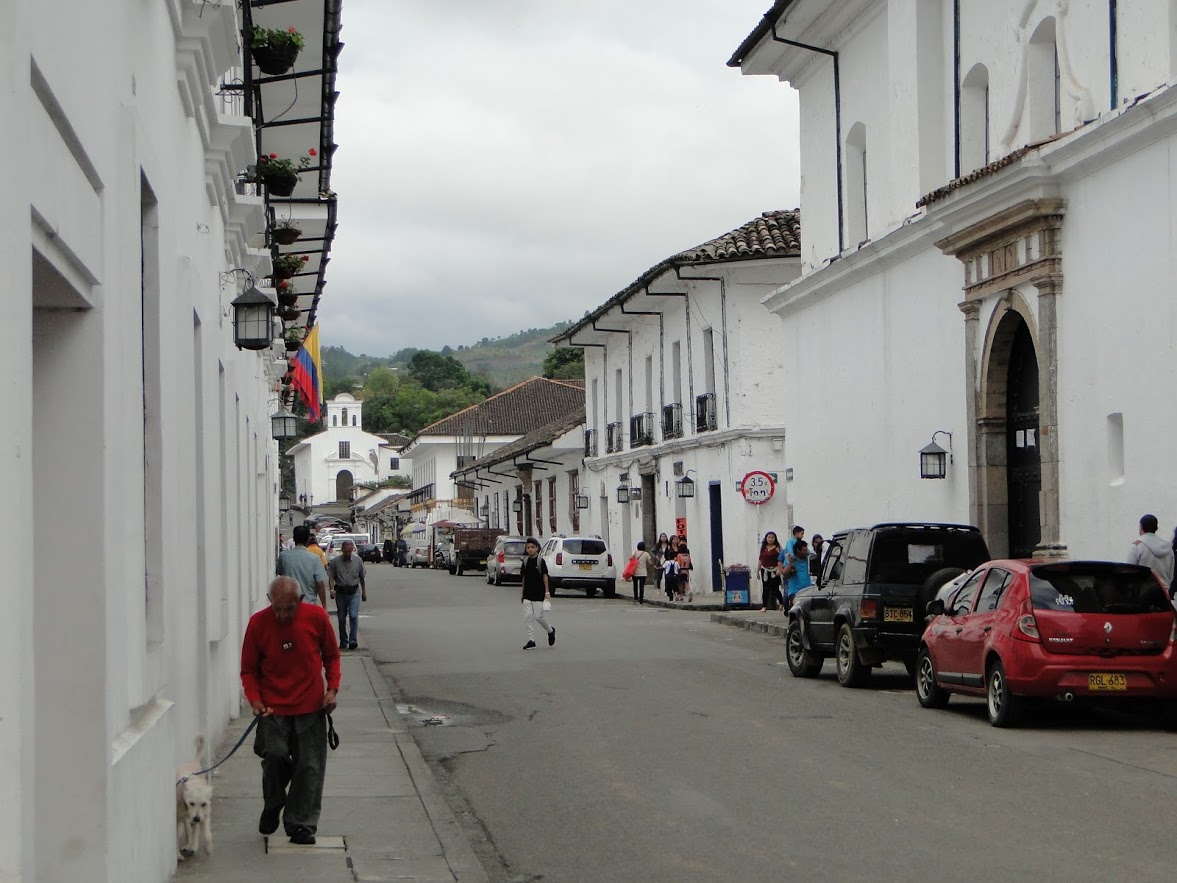
На улицах города
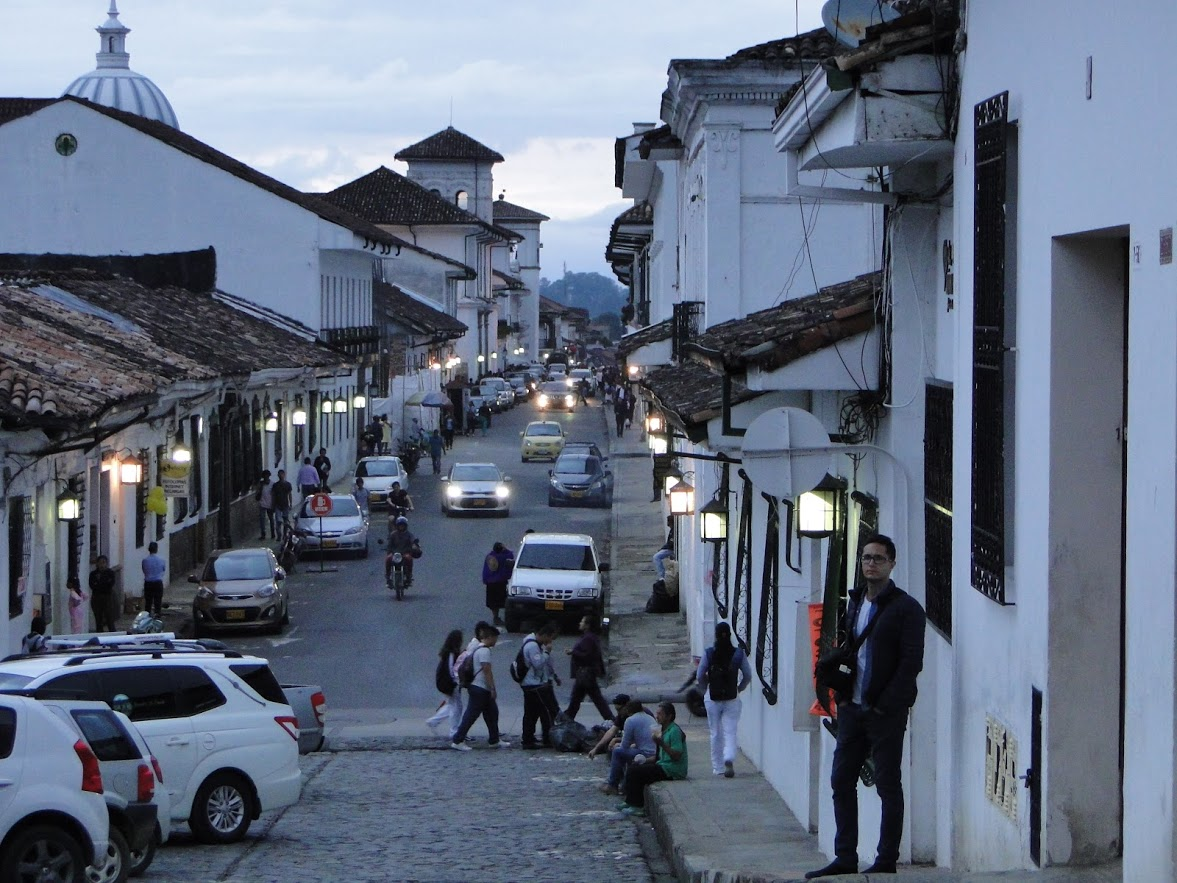
Город ночью
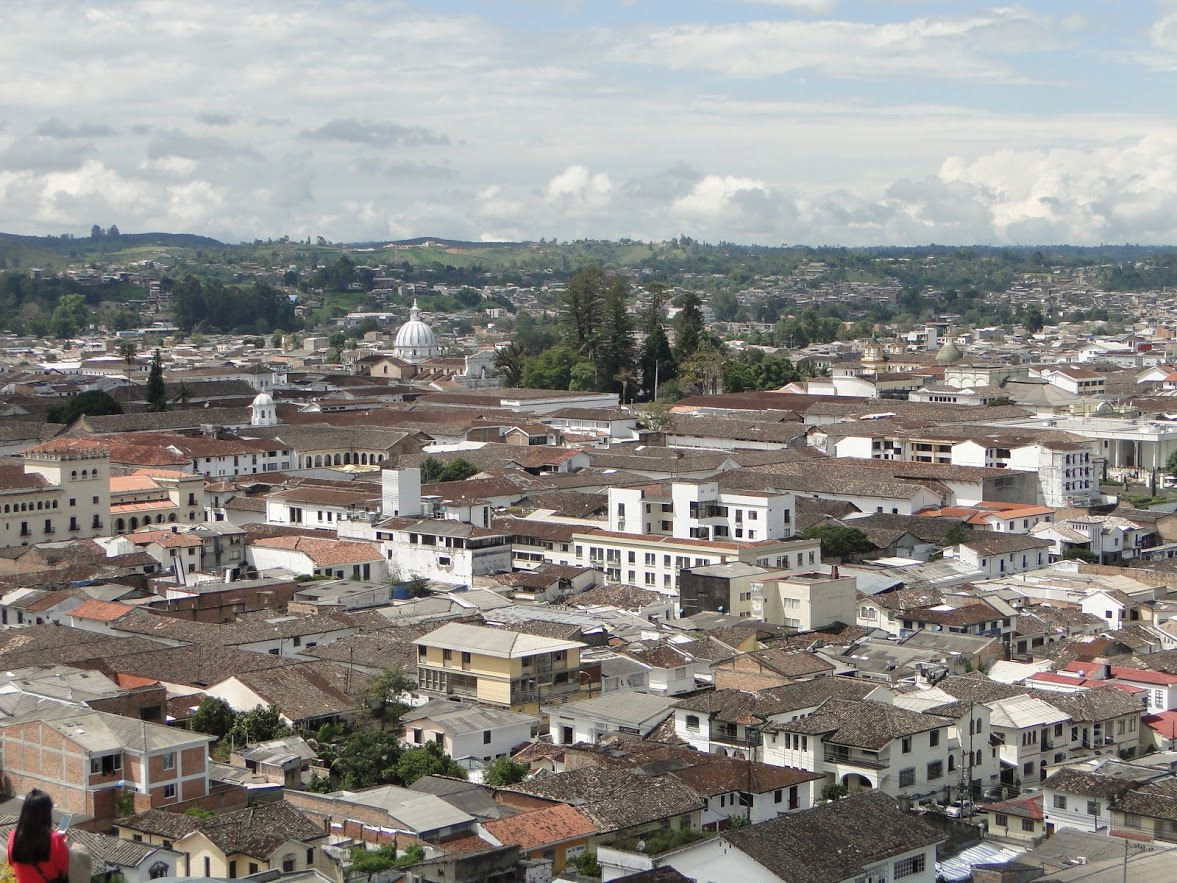
Попаян - белый город